# Lajedo do Tabocal
Lagedo do Tabocal é um município brasileiro do estado da Bahia.